# عرج متقطع
العرج المتقطع (بالإنجليزية: Intermittent claudication)‏ هي حالة سريرية تطلق على العرج بسبب الألم في عضلات الساق خصوصاً الخلفية منها (مثل عضلة البطة) والألم قد يختلف من شخص لآخر فمنهم من يعاني من أوجاع أو تشنجات أو تنميل أو شعور بالتعب  وهذه الآلام تحدث أثناء بذل جهد كالمشي والجري ويخف بأخذ قسط من الراحة. 

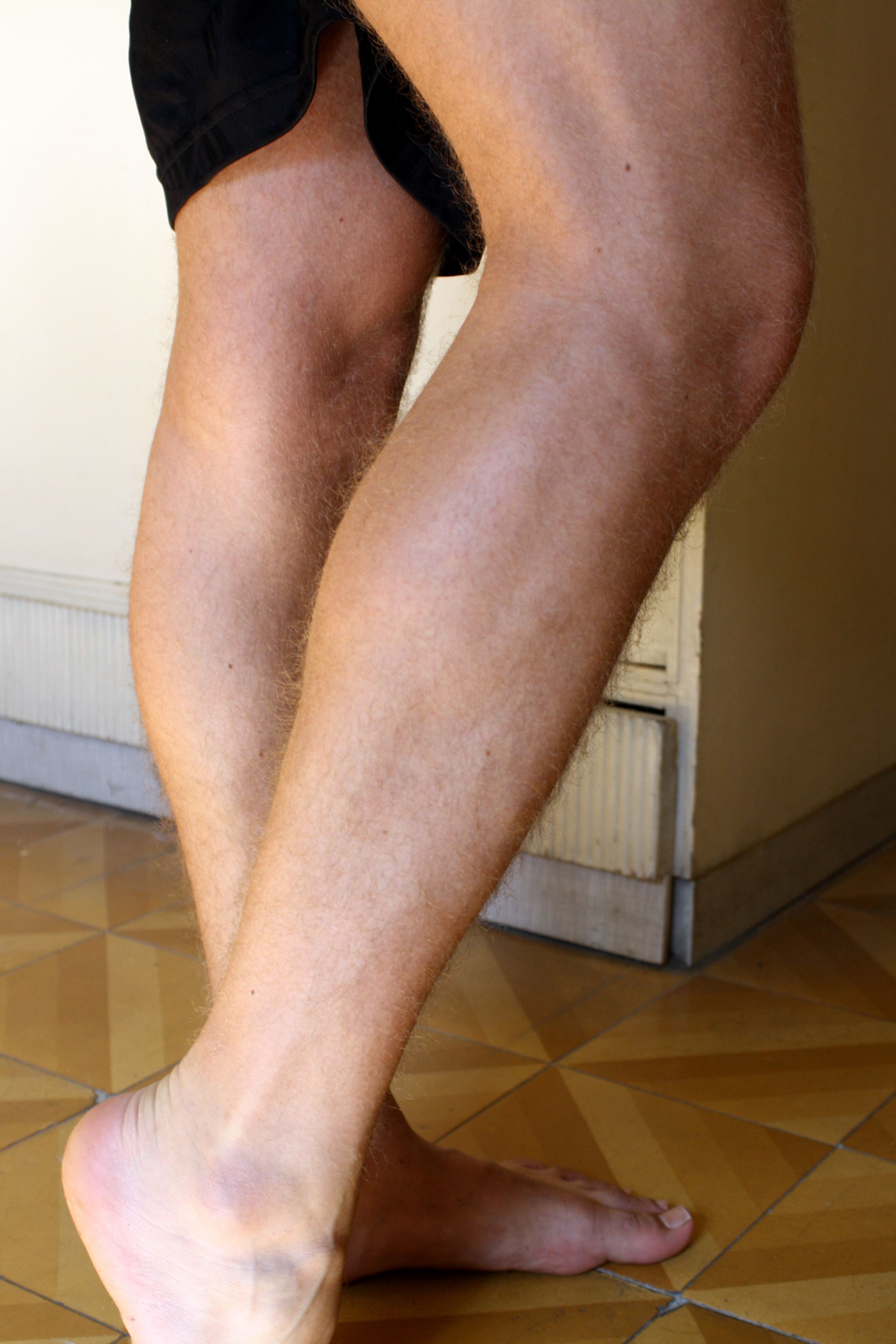

## الأسباب
غالباً العرج المتقطع ينشأ نتيجة مرض الأوعية الدموية المحيطية (بالإنجليزية: Peripheral arterial disease)‏ منها تصلب الشرايين الذي ينتج عنه قصور في الشريان المصاب فيقل إمداد الدم إلى عضلات الساق بالأوكسيجين فيسبب ألم خاصة عند المشي أو عمل مجهود. ويمكننا التفريق بين العرج المتقطع نتيجة مرض الأوعية الدموية المحيطية والعرج عصبي المنشأ الذي دائما ما يصاحبه تضيق شوكي قطني (بالإنجليزية: Lumbar spinal stenosis)‏.

## العلامات
واحدة من السمات المميزة للعرج الشرياني هو أنه يحدث بشكل متقطع، ويختفي بعد فترة راحة قصيرة والمريض يمكنه أن يبدأ بالمشي مرة أخرى حتى ظهور الألم مجددا.

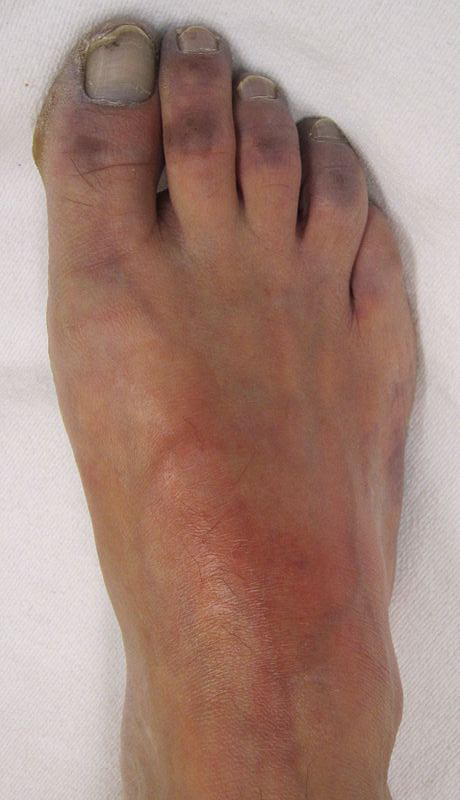
الزرقة هي أحد علامات وجود مرض الأوعية الدموية المحيطية

العلامات التالية هي علامات عامة تصاحب تصلب الشرايين في الأطراف السفلى :
- زرقة.
- تغيرات ضامرة مثل تساقط الشعر وشحوب في الجلد.
- نقص في درجة حرارة أو برودة في الأطراف السفلى.
- ضعف في نبض الشرايين.
- احمرار الطرف عند استعماله كالوقوف.

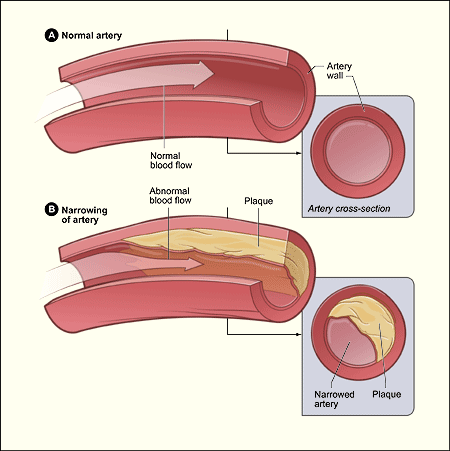
تصلب الشرايين من أهم مسببات العرج المتقطع

- ألم.
- تنميل (مذل).
- شلل.

## الوبائية
تصلب الشرايين يصيب 10% من الغربيين الذين أعمارهم فوق 65 سنة أما الذين يصابون بالعرج المتقطع هم حوالي 5%. العرج المتقطع غالبا ما يصيب الرجال الذين أعمارهم فوق 50 سنة.

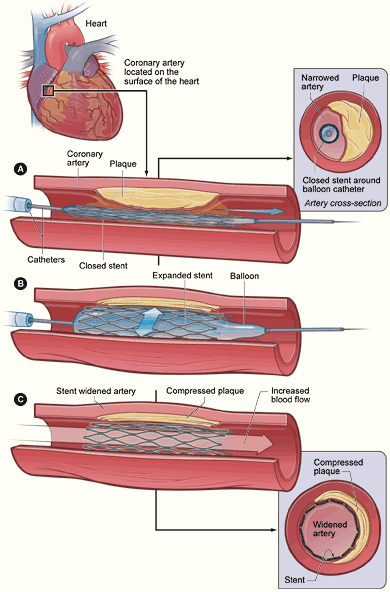
تركيب دعامة للأوعية الدموية لعلاج الانسداد

## العلاج
التمارين الرياضية يمكنها تحسين الأعراض عن طريق زيادة تدفق الدم المحيطة بالعضلة المصابة ولكن عند بعض المصابين قد يجدوا صعوبة في القيام بالتمارين بنضطر لاستعمال بعض الأدوية التي تساعدنا في تقليل الأعراض.
هنالك أدوية قد تحسن من وضع المصاب مثل الأدوية التي تتحكم بمستوى الدهون في الجسم وأدوية داء السكري وأدوية ارتفاع ضغط الدم بمقدورهم أن يزيدوا من تدفق الدم إلى العضلات المتضررة وتساعد في تحسين مستوى نشاطها.
يمكن استعمال أدوية مثل مثبطات تغيير الانجيوتنسين (بالإنجليزية: Angiotensin converting enzyme (ACE) inhibitors)‏ و حاصرات بيتا (بالإنجليزية: Beta-blockers)‏
ومضادة للصفيحات كالأسبيرين (بالإنجليزية: Aspirin)‏ و كلوبييدوقريل (بالإنجليزية: Clopidogrel)‏ ويمكننا استعمال بنتوكسيفللين (بالإنجليزية: Pentoxifylline)‏
و كيلوستازول (بالإنجليزية: Cilostazol)‏ لعلاج العرج المتقطع. هذه الأدوية لا تقوم بإزالة الانسداد من الجسم ولكنها ببساطة تقوم بتحسين تدفق الدم للعضلة المتضررة.
يمكننا استعمال القسطرة كحل آخر والقيام بإزالة اللويحة العصيدية (بالإنجليزية: Atherectomy)‏ التي تسبب تضيق الشريان أو بوضع دعامة للأوعية الدموية (بالإنجليزية: Stent)‏ أو باستعمال التقويم الوعائي (بالإنجليزية: Angioplasty)‏ لإزالة أو إزاحة الانسداد في الشريان.
الجراحة هي الملاذ الأخير في علاج العرج المتقطعة عن طريق القيام باستئصال الجدار الداخلي للشريان (بالإنجليزية: Endarterectomy)‏ أو القيام بزراعة أوعية دموية إذا كان هنالك انسداد للشريان. ولكن العمليات الجراحية لها مخاطر لا نجدها في استعمال القسطرة لعلاج العرج المتقطع.

## وصلات خارجية
- Burns P, Gough S, Bradbury AW (مارس 2003). "Management of peripheral arterial disease in primary care". BMJ. ج. 326 ع. 7389: 584–8. DOI:10.1136/bmj.326.7389.584. PMC:1125476. PMID:12637405.{{استشهاد بدورية محكمة}}:  صيانة الاستشهاد: أسماء متعددة: قائمة المؤلفين (link)
- Shammas NW (2007). "Epidemiology, classification, and modifiable risk factors of peripheral arterial disease". Vasc Health Risk Manag. ج. 3 ع. 2: 229–34. DOI:10.2147/vhrm.2007.3.2.229. PMC:1994028. PMID:17580733.{{استشهاد بدورية محكمة}}:  صيانة الاستشهاد: دوي مجاني غير معلم (link)